# Simon Ghent

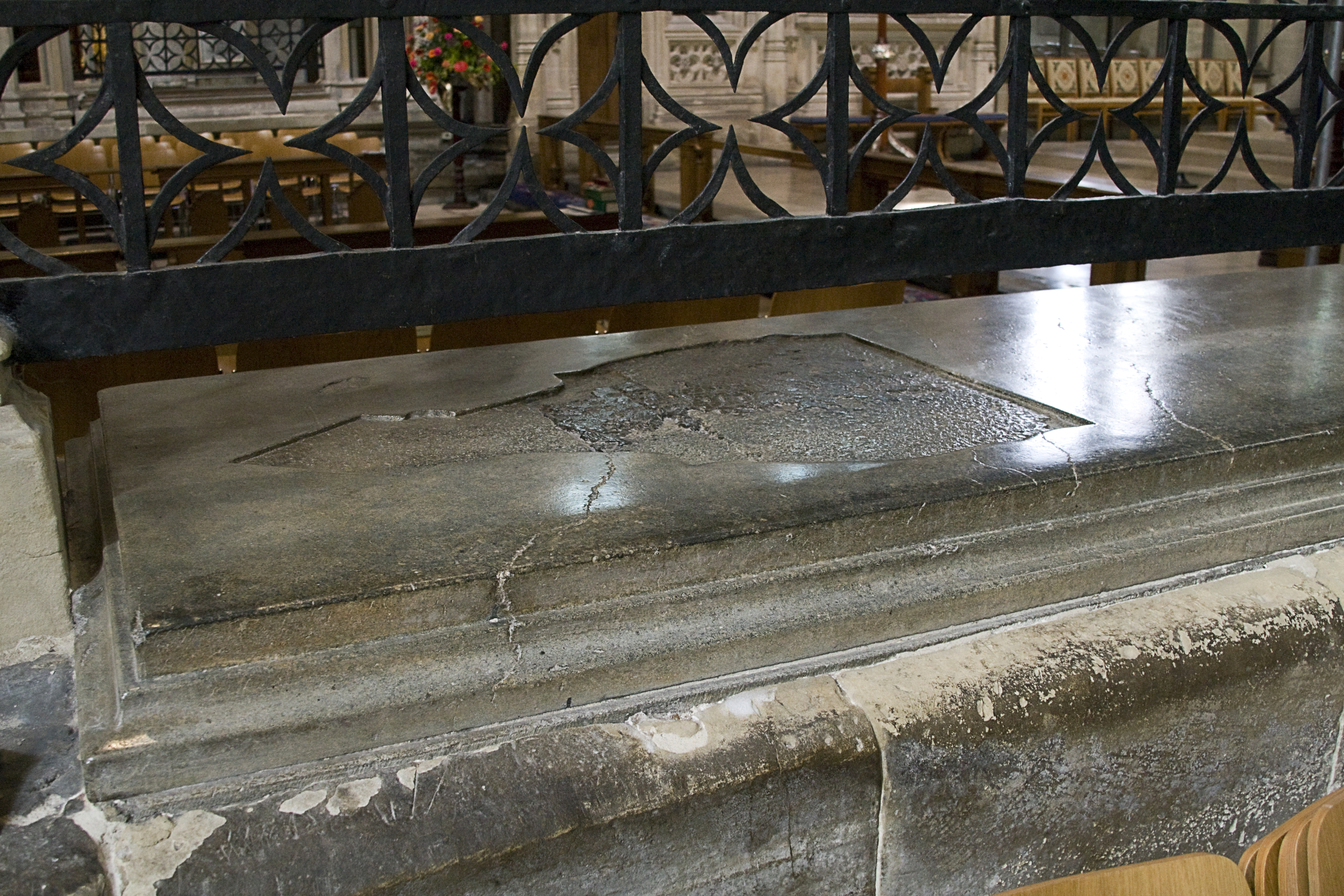
Sarkophag von Simon Ghent in der Kathedrale von Salisbury

Simon Ghent (auch Simon de Gandavo) (* um 1250; † 2. April 1315 in London) war ein englischer Geistlicher. Ab 1297 war er Bischof von Salisbury.

## Herkunft und Ausbildung
Die Herkunft von Simon Ghent ist ungeklärt. Angeblich wurde er in Westminster geboren, und möglicherweise stammte er aus einer Londoner Kaufmannsfamilie, die ursprünglich aus den Niederlanden, vielleicht aus Gent stammte. 1268 übergab ihm Erzbischof Walter Giffard für die Kosten seines Studiums die Einkünfte der Kirche von Wilford in Nottinghamshire. Vermutlich studierte er die Freien Künste an der Universität Oxford. Vor 1280 schloss er dieses Studium als Magister ab.

## Weiteres Studium und Lehrtätigkeit
Von 1284 und 1297 war Ghent Archidiakon von Oxford, wo er zu dieser Zeit Theologie studierte. Als Archidiakon diente er auch als geistlicher Richter. 1288 bat ihn Bischof Anian von St Asaph um einen Entscheid in dessen Streit mit Bischof Swinfield von Hereford, der schließlich von mehreren Richtern zugunsten von Swinfield entschieden wurde. 1289 diente Ghent als Vermittler im Streit zwischen Bischof Godfrey Giffard in dessen Streit mit dem Mönchen des Kathedralpriorats von Worcester. In Oxford lehrte Ghent als Regius, als er am 17. Dezember 1291 zum Kanzler der Universität gewählt wurde. Aschermittwoch 1293 hielt er eine Bußpredigt, in der er vor einem sündhaften Studentenleben warnte. Vor November 1293 legte er sein Amt als Kanzler nieder.

## Bischof von Salisbury

### Wahl und geistliches Wirken
Am 2. Juni 1297 wurde Ghent zum Bischof der Diözese Salisbury gewählt. Er wurde von Erzbischof Winchelsey geweiht, den er bereits aus Oxford kannte. Als Bischof nahm er gewissenhaft sein Amt war. 1302 beschwerte er sich bei Papst Bonifatius VIII., dass an der Kathedrale von Salisbury zahlreiche Pfründen mit Ortsfremden besetzt wurden, und auch gegen die Einsetzung von Kardinal Guillaume Arrufat als Dekan der Kathedrale protestierte er später vergeblich. Entgegen der gängigen Praxis forderte er königliche Beamte, denen der König zur Versorgung Benefizien an seiner Kathedrale vergeben worden waren, auf, in Salisbury zu wohnen und seinen Anordnungen Folge zu leisten. Erst auf direkten Druck von König Eduard I. sah Ghent von seinen Forderungen ab. Ghent griff die von Papst Bonifatius VIII. 1298 herausgegebene Constitution Cum ex eo auf und förderte die Ausbildung der Geistlichen in seiner Diözese. Nach dieser Anweisung durften Rektoren unter Beibehaltung ihrer Einkünfte bis zu sieben Jahre von ihrem Amt fernbleiben, damit sie studieren und geweiht werden konnten. Entsprechend erteilte er zwischen Oktober 1298 und Februar 1314 mehr als 300 Geistlichen einen Dispens, damit sie in Oxford, aber auch in Cambridge, Orléans oder Paris die Freien Künste, Theologie oder Kanonisches Recht studieren konnten. Dabei überwachte Ghent sorgfältig, ob die Geistlichen ihr Studium auch abschlossen und die Zeit einhielten. Bei den Geistlichen des Kathedralkapitels bestand er auf theologische Lesungen, wie es das Vierte Laterankonzil vorgeschrieben hatte. Durch diese Maßnahmen gelang es ihm, den Anteil von ausgebildeten Geistlichen in seiner Diözese erheblich zu steigern. Ghent förderte die Karrieren von Studenten aus Oxford, besonders die der Theologen William de Bosco, der Kanzler der Diözese Salisbury wurde, von Walter Burdon, Richard of Winchester, Adam Orleton und von Roger Martival, der sein Nachfolger als Bischof wurde. 1314 bewilligte er dem Kapitel von Salisbury Unterstützung für Wohnungen für eine Schule, in der vierzehn Chorsänger und ein Lehrer ausgebildet wurden. Die von ihm geplante Reform der Statuten der Kathedrale wurde von seinem Nachfolger umgesetzt.

### Politische Tätigkeit
Ghent beanspruchte in Salisbury hartnäckig seine weltliche Hoheit. Sein Versuch, 1302 von den Bürgern von Salisbury eine Tallage, eine Grundsteuer, zu erheben, führte zu einem schweren Streit mit den Bürgern. Allerdings konnte er 1306 mit der Stadt eine für ihn vorteilhafte Einigung in dem Streit erreichen. In Salisbury ließ er das Rathaus als Gerichtsgebäude errichten, dazu erlaubte er der Stadt, eine Stadtmauer zu bauen.
1299 sandte Eduard I. Ghent als Gesandten zu Friedensverhandlungen im Krieg mit Frankreich nach Frankreich. Als Erzbischof Winchelsey 1308 nicht in England war, benannte er Ghent als einen von drei Bischöfen, die in seiner Abwesenheit die Krönung von Eduard II. vornehmen durften, obwohl Ghent sich selbst für diese Aufgabe als zu alt und schwach bezeichnete. Letztlich nahm Bischof Henry Woodlock von Winchester die Krönung vor. 1310 wurde Ghent als einer der Lords Ordainer bestimmt, die ein Reformprogramm für die Regierung aufstellen sollten. Als einziger der englischen Bischöfe stellte er in dem Jahr für einen Feldzug nach Schottland keine Truppen auf. Am 27. September 1311 verkündete er in Vertretung von Winchelsey auf dem Kirchhof der Londoner St Paul’s Cathedrale die Ordinances. Danach betätigte er sich aufgrund seiner schlechten Gesundheit nicht mehr politisch. Dies und der Tod von Winchelsey 1313 schwächten den politischen Zusammenhalt der englischen Bischöfe erheblich.
Der Chronist Trivet lobte Ghent als äußerst gebildeten und ungewöhnlich religiösen Mann. Ihm wird die kurze Schrift Meditacio de statu prelati sowie eine lateinische Version der Ancren Riwle zugeschrieben, die ursprünglich von Zisterzienserinnen in Tarrant in Dorset verfasst wurde. Er starb in seinem Londoner Stadthaus und wurde in der Kathedrale von Salisbury beigesetzt. Schon bald nach seiner Beisetzung sollen sich an seinem Grab Wunder ereignet haben.